# Klaus-Peter Hildenbrand
Klaus-Peter Hildenbrand (Dörrebach, 11 settembre 1952) è un ex mezzofondista tedesco, vincitore della medaglia di bronzo nei 5000 metri piani ai Giochi olimpici di Montréal 1976.

## Biografia
Nel 1974 ai Campionati europei si piazzò ottavo nella finale dei 5000 m piani, a circa quindici secondi dal vincitore, il britannico Brendan Foster.
Ha gareggiato per la Germania Ovest ai Giochi olimpici di Montréal 1976 nei 5000 m piani, riuscendo a conquistare la medaglia di bronzo. Hildenbrand aveva corso il secondo 5000 m più veloce al mondo nel 1976, dopo il neozelandese Dick Quax, il quale vinse la medaglia d'argento in una finale olimpica molto combattuta. La medaglia d'oro andò al finlandese Lasse Virén.

## Palmarès
| Anno | Manifestazione    | Sede     | Evento         | Risultato | Prestazione | Note |
| ---- | ----------------- | -------- | -------------- | --------- | ----------- | ---- |
| 1974 | Europei           | Roma     | 5000 m piani   | 8º        | 13'31"93    |      |
| 1975 | Mondiali di cross | Rabat    | Corsa seniores | 8º        | 35'51"      |      |
| 1976 | Giochi olimpici   | Montréal | 5000 m piani   | Bronzo    | 13'25"38    |      |
| 1979 | Mondiali di cross | Limerick | Corsa seniores | 63º       | 39'21"      |      |
| 1979 | Mondiali di cross | Limerick | Corsa seniores | 4º        | 211 p.      |      |

## Altre competizioni internazionali
1974
- 4º all'ISTAF Berlin ( Berlino), 2 miglia - 8'32"8

1976
- Bronzo alla Weltklasse Zürich ( Zurigo), 2 miglia - 8'31"56
- Bronzo all'ISTAF Berlin ( Berlino) - 2 miglia - 8'33"6
- Bronzo ai Bislett Games ( Oslo), 2000 m piani - 5'00"6
- 4º al Bauhaus-Galan ( Stoccolma), 1500 m piani - 3'41"43

1979
- Oro alla BOclassic ( Bolzano) - 39'09"

1980
- 7º al Bauhaus-Galan ( Stoccolma), 5000 m piani - 13'37"85